# Matsukata Masayoshi
Matsukata Masayoshi (Japans: 松方 正義, Matsukata Masayoshi) (Kagoshima, 23 maart 1835 - Tokio, 2 juli 1924) was een Japans politicus. Matsukata Masayoshi was de vierde premier van Japan. Tussen 1881–1891 was hij Minister van Economie. Hij kwam uit een "Goshi"-familie. Matsukata Masayoshi was ook een "Genro" (元老,Genrō).

## Biografie

### Van goshi tot samoerai
De grootvader van Matsukata Masayoshi heette Matsuda Masaki. De Matsuda-familie was een zogenaamde goshi-familie (een samoerai die landbouwer is). Hij was een gerespecteerd handelaar die goed verdiende. Om zijn kinderen een goede opvoeding te laten genieten moest men afkomstig zijn van een samoeraifamilie. Hij leerde toevallig dat Shichiemon Matsukata, die een klant was van Matsuda Masaki, familie was van hem dat 29 generaties oud was. Shichiemon Matsukata, die geen kinderen had, besloot de familie Matsuda te adopteren.
Zo werd de goshi-familie Matsuda nu de volwaardig samoerai Matsukata en gingen ze in Kagoshima wonen.

### De jeugd van een samoerai
Op 23 maart 1835 werd Kinjiro Matsukata geboren in Kagoshima, de hoofdstad van de provincie Satsuma. Later veranderde hij zijn naam in Masayoshi.
Op hun zesde, werden alle samoeraijongens naar de goju gestuurd, waar ze leerden hoe een volwaardige samoerai te zijn. Op zijn dertiende stierven zijn ouders met als gevolg dat hij door geldgebrek niet alle lessen meer kon volgen. Hij besloot dus om de lessen kendo te laten vallen en ze in het geheim te volgen via een venster. Tijdens de les kendo werd hij opgemerkt door een paar medestudenten en er ontstond een hevige discussie. Om dit op te lossen werd beslist om een gevecht te laten plaatsvinden tussen Matsukata Masayoshi en de meest ervaren student. Matsukata Masayoshi won dit gevecht vrij gemakkelijk en de meester was zo onder de indruk dat hij besloot om Matsukata Masayoshi onder zijn bescherming te nemen en hem gratis de lessen laten volgen.
Een jaar later werd hij aanvaard in de Zoshikan, de officiële samoeraischool van Satsuma.
Later werd hij bevriend met Okubo Toshimichi en Saigo Takamori van de provincie Kajiya.
Dankzij Saigo Takamori leerde hij de daimyo Nariakira kennen. De daimyo raakte onder de indruk van Matsukata Masayoshi en hij werd aangenomen in zijn kleine elitegroep.

### Satsuma-officier
In 1854 tekende Japan een overeenkomst met de Verenigde Staten. I Japan was niet iedereen akkoord met deze overeenkomst en ontstond er een conflict tussen de aanhangers van Tokugawa en de anti-Tokugawa, geleid door Nariakira. I 1858 stierf Nariakira aan een hartaanval en hij werd vervangen door zijn halfbroer Hisamitsu. Hisamitsu had een veiligere aanpak dan Nariakira.
In 1861 trouwde Matsukata Masayoshi met Masako. Een jaar later werd Matsukata Masayoshi de officiële courier van de daimyo Hisamitsu. Hisamitsu was zo tevreden over zijn diensten dat hij Okubo Toshimichi en Matsukata Masayoshi "Kinjuban" (persoonlijke escorte) maakte van hen. Datzelfde jaar werd zijn eerste kind geboren, Iwao.
In 1863 was er het Richardson-incident. Drie lijfwachten van Hisamitsu vielen Richardson aan, die later aan zijn verwondingen overleed. Groot-Brittannië wou verontschuldigingen en een schadevergoeding, die Satsuma weigerde te geven. Een paar maanden later viel de Britse vloot Kagoshima aan en richtte veel schade aan. Satsuma had zijn lesje wel geleerd en Okubo Toshimichi werd in het geheim gestuurd om toch de schadevergoeding te betalen. Na die zware slag werd Matsukata Masayoshi "Okanando" benoemd, een van de hoogste posities die een samoerai kon krijgen. In 1866 besefte Satsuma hun onmacht en er ontstond een geheim akkoord met de Britten. Ditzelfde jaar richtte Satsuma ook hun eigen vloot op. In 1867 kocht Satsuma een modern schip dankzij hun akkoord met Groot-Brittannië. In 1868 was er een zeeveldslag tussen Tokugawa en de Anti-Tokugawa, geleid door Satsuma. Dankij hun moderne schip won Satsuma gemakkelijk. Datzelfde jaar viel ook de Tokugawa-regering.

### Staatsofficier
De nieuwe regering bestond vooral uit overwinnende Daimyo's. Okubo en Saigo werden "Sangi". In 1868 werd de naam Daimyo veranderd in gouverneur. Matsukata Masayoshi werd gouverneur van Hita, gelegen in het noordoosten van Kyushu. Matsukata Masayoshi veranderde alles. Hij won het vertrouwen van het volk, stimuleerde de industrie, schafte het klassesysteem af en nog veel meer.
Tegelijkertijd bleef Japan zich moderniseren, de post werd opgericht, spoorlijnen voor treinen werden aangelegd en veel meer. In 1871 werkte Matsukata Masayoshi voor het belastingssysteem, eerst als assistent, twee jaar later werd hij de grote verantwoordelijke van belastingssysteem. In 1873 werd het belastingssysteem hervormd. Dit hield in dat:
- Om de belastingen te betalen met geld en niet meer met rijst.
- Het belastingpercentage was 3% op het bezit en die moest betaald worden.

Een paar dagen later werd ook het klassesysteem afgeschaft. Twee jaar later werd het nieuw belastingssysteem in werking gebracht. In 1877 ontstond er een opstand, de Seinan-no-eki. 80.000 samurais onder de leiding van Saigo vielen Tokyo binnen. Na 7 maanden was de opstand gedaan, met als resultaat de dood van Saigo en het einde van de samurai.
Tussen 1877 en 1880 werden er 193 banken gesticht in Japan op aanvraag van Matsukata Masayoshi. In 1878 ging Matsukata Masayoshi naar Frankrijk waar hij van de Franse minister van economie Léon Say alle geheimen van de economie leerde. Op advies van Léon Say heeft Matsukata Masayoshi de banksystemen in Europa bestudeerd en hij heeft vooral het Belgische banksysteem grondig bestudeerd. Terwijl Matsukata Masayoshi in Parijs was werd Okubo vermoord. Eind jaren 70 kreeg Japan meer en meer financiële problemen en de minister van Economie van toen Okuma werd ontslagen. In 1881 werd Matsukata Masayoshi de nieuwe minister van Economie.

### Minister van Economie
Op 21 oktober 1881 werd Matsukta Masayoshi de nieuwe minister van Economie van Japan. De jaren dat Matsukata Masayoshi minister van economie was werd "Matsukata zaisei" genoemd. In deze moeilijke periode had Matsukata Masayoshi als topprioriteit het exporteren van goederen. In 1882 was er de hervorming van het banksysteem en in de maand oktober werd de "bank van Japan" opgericht. Het Belgische model werd als voorbeeld genomen. In 1885 kwam Japan uit de financiële problemen en dat dankzij de exportatie. De Japanse economie was nu in volle economische groei. Daarna ontstonden er problemen met de regering. Het volk vond dat de regering meer op het buitenland gefocust was dan op het binnenlands vlak. In 1889 werd de minister van onderwijs, Mori vermoord. In 1890 moest er een nieuw eerste minister worden beslist. Het was de beurt aan Satsuma om een eerste minister aan te duiden. Op 6 mei 1891 werd Matsukata Masayoshi als vierde eerste minister van Japan verkozen.

### Staatshoofd
Vijf dagen nadat Matsukata Masayoshi werd verkozen als eerste minister, was er een moordpoging in Kyoto op de prins van Rusland Nicholas. Maar de moordpoging mislukte en een internationaal conflict werd vermeden. Op 28 oktober was er een grote aardbeving in de streek van Gifu. In totaal kwamen er 25.248 mensen om het leven gekomen. Maar Matsukata Masayoshi was geen Ito en had geen ervaring op dit gebied, hij kreeg veel kritiek over zijn manier van regeren en zijn manier van reageren bij rampen. De Matsukata regering werd ontbonden. Op 15 februari 1892 werden er nieuwe verkiezingen plaatsgehouden, die verkiezingen waren de meest corrupte verkiezingen ooit in de hele Japanse geschiedenis. Na veel schandalen werd uiteindelijk Ito herkozen op 8 augustus 1892. Matsukata Masayoshi heeft daarna twee jaar rustig geleefd, tot hij werd teruggeroepen in Tokyo door het conflict tussen China en Japan.
Op 1 augustus 1894 verklaarde Japan de oorlog aan China. Maar financieel had Japan tekort aan middelen voor een oorlog. Daarom vroeg de minister van Economie de hulp aan Matsukata Masayoshi, die onmiddellijk aan het werk ging en leningen kreeg van Engeland, Duitsland en Frankrijk. In maart 1895 gaf China zich over en Japan won zijn eerste belangrijke oorlog, maar won vooral respect vanuit het Westen. Op 18 september 1896 werd Matsukata Masayoshi voor een tweede herkozen als eerste minister. Maar dit was voor korte tijd want door interne problemen met Okuma, gaf Matsukata Masayoshi zijn ontslag op op 28 december 1897.
Op 8 november 1898 werd Yamagata de nieuwe eerste minister van Japan en die koos Matsukata Masayoshi als minister van Economie. In 1900 werd het Yamagata-kabinet ontslagen en dit betekende het einde van de politieke carrière van Matsukata Masayoshi. In 1901 werd Matsukata Masayoshi als "Genro" (oude staatsman) gekozen. Daarna reisde Matsukata Masayoshi door Europa gedurende 5 jaar. In 1922 werd Matsukata Masayoshi prins benoemd. Hij stierf op 2 juli 1924.